# Ramphotyphlops unguirostris
Ramphotyphlops unguirostris este o specie de șerpi din genul Ramphotyphlops, familia Typhlopidae, descrisă de Peters 1867. Conform Catalogue of Life specia Ramphotyphlops unguirostris nu are subspecii cunoscute.